# CKY (zespół muzyczny)
CKY (Camp Kill Yourself) – amerykański zespół rockowy powstały w 1998 roku w Pensylwanii. Debiut CKY, Vol.1, ukazał się już rok później nakładem niezależnej wytwórni Volcom Entertainment (ponownie wydany został w 2001 roku przez Island Def Jam).
Kolejnym krążkiem był przełomowy Infiltrate.Destroy.Rebuild z 2002. Trzy lata później grupa wydała An Answer Can Be Found. Aktualnie zespół związany jest kontraktem z Roadrunner Records.

## Skład zespołu
- Chad I Ginsburg – gitara, wokal (1998-)
- Jess Margera – perkusja (1998-)
- Matt Deis – gitara basowa (2005–2010, 2015-)
- Deron Miller – gitara, wokal (1998-2011)
- Ryan Bruni – gitara basowa (koncertowo 1998−2000)
- Vernon Zabrowski – gitara basowa (koncertowo 2000–2004)
- Matt "Matty J" Janaitis – gitara basowa, klawisze (2010–2012)
- Daniel Davies – gitara, wokal (2012-2015)
- Rob "Murry Valeno – klawisze, perkusjonalia (koncertowo 2010–2012)

## Dyskografia

### Albumy studyjne
- Volume 1 – 1999
- Infiltrate•Destroy•Rebuild – 2002
- An Answer Can Be Found – 2005
- Carver City – 2009
- The End Begins – 2014

## Albumy kompilacyjne
- Volume 2 – 1999

## Minialbumy
- Disengage the Simulator – 2000
- Hellview – 2003